# Ґру (монстр)
Ґру (англ. grue [gruː] — «здригнутися від несподіванки», «відчувати неприязнь») — монстр у серії книг Джека Венса «Вмираюча Земля», а також у комп'ютерних іграх Zork, Planetfall, ADOM, Dungeons and Dragons, Don't Starve. Мешкає у пітьмі, боїться світла, нападає на мандрівників, які необережно зайшли в темряву. Напад ґру на героя означає миттєву і невідворотну смерть.
Ґру вперше з'явилися в іграх у серії Zork. Цей монстр, що живе у темряві, застросовується для примусу гравця до використання джерела світла. Спочатку автори гри хотіли використати падіння у провалля для цієї мети, але під час тестової гри персонаж упав у провалля коли знаходився на горищі.
Під час гри у Zork перший текст, у якому згадується ґру, такий:

It is pitch black. You are likely to be eaten by a grue.
(Непроглядна темрява. Ймовірно, вас з'їсть ґру.)

Після подальшого дослідження гравець отримує інформацію про властивості ґру:

> what is a grue?
(що таке ґру?)
The grue is a sinister, lurking presence in the dark places of the earth. Its favorite diet is adventurers, but its insatiable appetite is tempered by its fear of light. No grue has ever been seen by the light of day, and few have survived its fearsome jaws to tell the tale.
(Ґру — це зловісна, прихована присутність у темних куточках землі. Його улюблена їжа — авантюристи, але його невгамовний апетит стриманий страхом світла. Жоден ґру ніколи не був помічений на денному світлі, і мало хто вижив у його страшних щелепах, щоб розповісти про це.)

У комп'ютерній грі ADOM ґру нападає у темряві, тільки якщо на персонажі лежить статус doomed (приречений). На останніх рівнях гри елементальні ґру це один із типів монстрів, що позначаються символом x.
Фраза «You are likely to be eaten by a grue» («Ймовірно, вас з'їсть ґру») переходила з гри в гру без змін і іноді використовується як мем для опису темряви та дискомфорту. В онлайновій грі Eternal Lands фраза «ім'я_героя has been eated by grue» використовується для вказівки персонажів, яких «викинуло» з гри через затримки (лаги).
У грі Beyond Zork: The Coconut of Quendor також з'являється ур-ґру (ur-grue) — пращур та правитель усіх ґру.